# Sindia
Sindia (sardinski: Sindìa) je grad i općina (comune) u pokrajini Nuoru u regiji Sardiniji, Italija. Nalazi se na nadmorskoj visini od 509 metara i ima 1 717 stanovnika.
 Prostire se na 58,57 km². Gustoća naseljenosti je 29 st/km².
Susjedne općine su: Macomer, Pozzomaggiore, Sagama, Scano di Montiferro, Semestene i Suni.